# Delphacodes arvensis
Delphacodes arvensis är en insektsart som först beskrevs av Fitch 1851.  Delphacodes arvensis ingår i släktet Delphacodes och familjen sporrstritar. Inga underarter finns listade i Catalogue of Life.